# Intoxication par l'eau
 Mise en garde médicale
L'intoxication à l'eau, également connue sous le nom d'hyperhydratation ou empoisonnement à l'eau, est un trouble des fonctions cérébrales potentiellement mortel, qui est la conséquence d'un déséquilibre des électrolytes provoqué par une surconsommation d'eau.
L'intoxication à l'eau ne doit pas être confondue avec la déshydratation, qui en est l'exact opposé même si elles peuvent présenter des symptômes similaires et apparaître dans des circonstances semblables.

## Cause
Les fluides (sueur, urine...) éliminés par l'organisme sont riches en électrolytes (notamment en ions sodium et potassium), plus riches que l'eau de consommation (eau du robinet ou eau en bouteille). Lors du fonctionnement normal de l'organisme, cette perte en électrolytes est compensée par les apports alimentaires.
L'intoxication à l'eau se produit lorsqu'une trop grande consommation d'eau provoque une diminution de la concentration en électrolytes dans le sang, d'une part parce que les électrolytes sont éliminés en quantité excessive, d'autre part par augmentation du volume sanguin sans apport suffisant d'électrolytes. Lorsque le milieu intercellulaire est trop dilué par rapport au milieu intracellulaire, la pression osmotique induite par cette différence peut faire exploser les cellules concernées (la paroi des cellules se déchire sous la pression), en premier lieu les cellules nerveuses, ce qui cause des troubles cérébraux pouvant être sévères, voire mortels.

## Facteurs de risques

### Gastroentérite
Une diarrhée sévère et des vomissements sont des signes souvent retrouvés dans les gastro-entérites. Pour éviter la déshydratation, il est alors nécessaire de boire beaucoup d'eau. Mais si la personne atteinte est incapable de manger, alors les électrolytes sanguins ne sont pas remplacés, ce qui peut provoquer une hyperhydratation. Le remplacement des fluides perdus à cause des vomissements et de la diarrhée doit être surveillé afin de remplacer les ions perdus.
Chez les adultes habituellement en bonne santé, il peut suffire d'ajouter un peu de sel et de sucre à l'eau de consommation pour compenser, ou de boire du bouillon plutôt que de l'eau ou de la tisane. Pour les enfants ou les adultes fragilisés, il peut être préférable d'utiliser des solutés de réhydratation oraux disponibles en pharmacie qui permettent d'apporter les électrolytes nécessaires dans les proportions optimales.

### Sports d'endurance
Les participants à des marathons et les coureurs sont susceptibles d'être victimes d'une intoxication à l'eau s'ils boivent trop pendant ou après l'effort. Cela se produit quand le niveau de sodium dans le sang arrive en dessous de 135 mmol/L alors que l'athlète dépense une grande quantité de fluide via la sueur. Le personnel médical accompagnant les grandes courses et les marathons est entrainé afin de traiter immédiatement les cas suspects d'intoxication à l'eau en charge lorsque les coureurs montrent des signes de confusion.

### Sudation
Toute activité entrainant de fortes sudations peut amener à une intoxication à l'eau lorsque de l'eau est consommée pour remplacer les fluides perdus. Les personnes travaillant dans de fortes chaleurs ou humidité, surtout pour de longues durées, doivent faire attention non seulement à boire, mais à manger régulièrement pour conserver leur balance électrolytique. Les personnes consommant des substances telles que la MDMA (« ecstasy ») peuvent être concernées parce que la consommation est souvent faite en night club, où on sue abondamment, et que cette drogue augmente la sudation et la sensation de soif tout en empêchant de prendre conscience à temps que l'on ressent des symptômes de confusion mentale.

### Troubles mentaux
La potomanie est un trouble mental causant, chez les patients, une grande anxiété, les amenant à boire beaucoup d'eau sans nécessité physiologique (plus de dix litres) et amenant à un risque d'intoxication.

## Traitement
Les intoxications moyennes ne requièrent que la restriction dans l'absorption d'eau. Dans les cas les plus graves, le traitement consiste en :
- des diurétiques pour accélérer le processus d'élimination via les urines, ce qui est le plus efficace lors d'excès de volume sanguins ;
- une injection intraveineuse de sel pour rétablir la quantité de sodium.

Lorsqu'un patient inconscient est nourri cliniquement (par exemple via une sonde naso-gastrique), l'eau perdue doit être attentivement remplacée pour conserver l'équilibre.

## Prévention
L'intoxication à l'eau peut être évitée si l'eau perdue est convenablement remplacée, c'est-à-dire non seulement par de l'eau mais également par suffisamment d'électrolytes. Il est donc conseillé de grignoter salé si l'on doit boire beaucoup d'eau.
Il faut surtout éviter de boire de manière préventive si l'on a des antécédents potomane ou si l'on se trouve dans une situation qui laisserait penser qu'une éventuelle hyper hydratation pourrait apparaître : attendre la sensation de soif plutôt que de l'anticiper permet de mieux écouter son corps et de limiter naturellement sa consommation d'eau. Les boissons énergétiques contiennent des électrolytes pour supporter l'effort physique, cependant la majorité n'en contiennent pas assez.[réf. nécessaire]
L'intoxication à l'eau ne doit pas être confondue avec la déshydratation, elle en est l'exact opposé même si elles peuvent présenter des symptômes similaires et apparaître dans des circonstances semblables (notamment effort sportif et gastro-entérite).
A moins d'abuser énormément sur sa consommation d'eau il est primordial de rappeler qu'en période de forte chaleur, d'effort intensif, ou autre situation amenant à boire de l'eau, bien s'hydrater est fondamental.

## Cas notables
- Anna Wood mourut d'une intoxication à l'eau secondaire à la prise d'ecstasy, tout comme Leah Betts. L'acteur Anthony Andrews a survécu à une intoxication à l'eau après plusieurs jours en soins intensifs[4].
- Plusieurs enfants sont également morts d'intoxication à l'eau après avoir été contraints, comme punition, de boire de grandes quantités d'eau (notamment en juin 2002[5] ou en janvier 2012[6]).
- En 2007, Jennifer Strange, une femme de 28 ans habitant Sacramento en Californie, meurt intoxiquée lors d'un jeu organisé par une radio afin de tenter de gagner une Wii. Elle devait boire de grosses quantités d'eau sans uriner. Elle a terminé en seconde position[7]. Cette dernière avait bu 7,5 litres d'eau.